# Gruia Novac
Gruia Novac (Bucarest, 24 gennaio 1944 – 1999) è stato un pallanuotista rumeno.
Ha fatto parte della nazionale romena al torneo di pallanuoto dei Giochi di Tokyo 1964 e di Monaco di Baviera 1972.
Ha vinto il bronzo alle Universiadi del 1965.